# Moritz Fürstenau

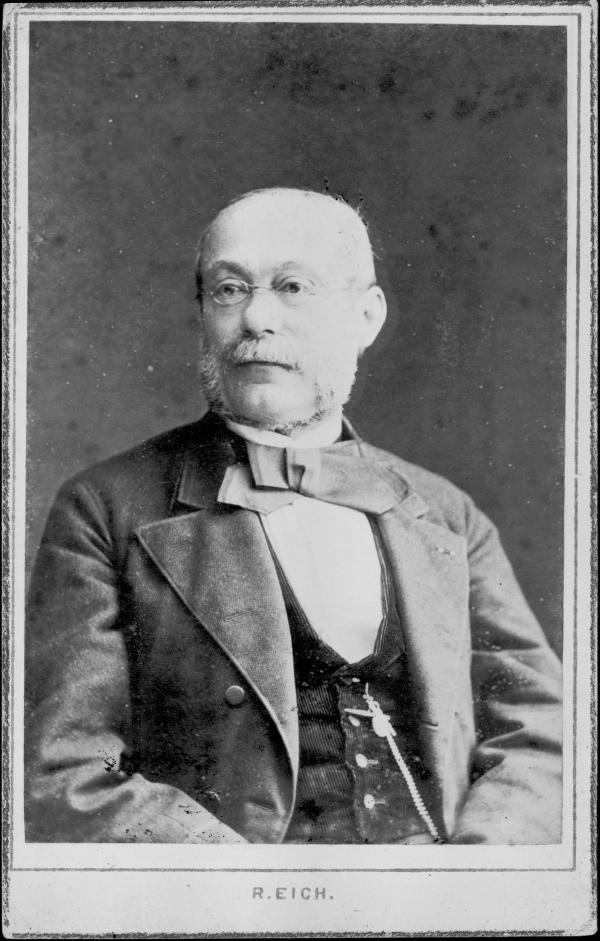
Moritz Fürstenau, Foto von Robert Eich

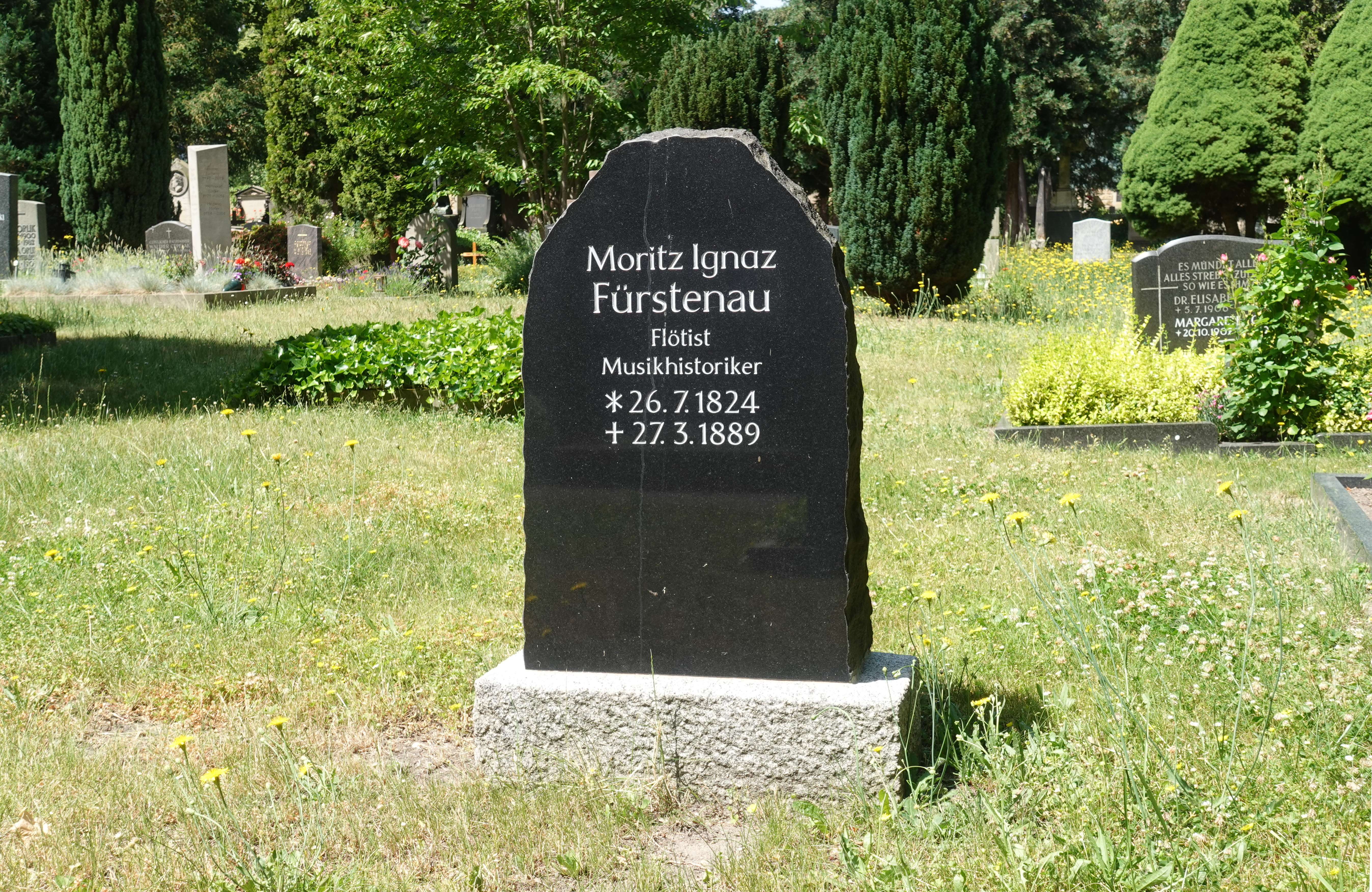
Gedenkstein für Moritz Fürstenau aus dem Jahr 2018 auf dem Alten Katholischen Friedhof in Dresden

Moritz Ignaz Ludwig Carl Franz August Fürstenau (* 26. Juli 1824 in Dresden; † 27. März 1889 ebenda) war ein deutscher Flötist und Musikhistoriker.

## Leben
Moritz Fürstenau war Sohn des Komponisten Anton Bernhard Fürstenau, von dem er auch seinen ersten musikalischen Unterricht erhielt. Im Alter von acht Jahren trat er 1832 erstmals öffentlich auf. Von dieser Zeit an unternahm er immer wieder ausgedehnte Konzertreisen.
Auf Wunsch des sächsischen Königs Friedrich August III. bekam Fürstenau 1842 eine feste Anstellung an der Dresdner Hofkapelle als Flötist. 1844 avancierte er zum „königl. Kammermusikus“.
Im darauffolgenden Jahr unternahm Fürstenau eine längere Studienreise nach München, um dort bei Theobald Böhm Flötenunterricht zu nehmen. Böhm hatte eine spezielle Flöte entwickelt, welche Fürstenau am Dresdner Hof einführen wollte. 1852 avancierte er zum Kustos der „königl. Musiksammlung“ in seiner Heimatstadt. Als solcher gründete er zwei Jahre später den Tonkünstler-Verein (heute Kammermusik der Staatskapelle Dresden), der sich der Instrumentalmusik, speziell der Pflege der Kammermusik widmen sollte. Das Heinrich-Schütz-Archiv in Dresden sieht sich in der Tradition seiner historischen Arbeiten.
Mit der Sängerin Jenny Lind (Sopran) unternahm Fürstenau 1855 eine Konzertreise durch die Niederlande; dabei traten sie zusammen, aber auch als Solisten auf. Friedrich Tröstler und Fürstenau waren 1856 die ersten Dozenten am neu gegründeten Privaten Konservatorium in Dresden. Neben Komposition gab er dort meistenteils Flötenunterricht.
Nach dem Krieg von 1870 gab Fürstenau langsam alle Ämter auf und zog sich ins Privatleben zurück, bis auf das Amt des Bibliothekars der königlichen Musikaliensammlung in Dresden, das er bis 1889 innehatte. Sein Nachfolger wurde der königliche Musikdirektor der Dresdener Hofoper Carl August Riccius (1830–1893).
Moritz Fürstenau verstarb am 27. März 1889 in Dresden. Er wurde auf dem Alten Katholischen Friedhof beigesetzt. Das Grab ist nicht erhalten; im Jahr 2018 wurde an der Stelle des Originalgrabs ein Gedenkstein eingeweiht.

## Werke (Auswahl)
- Zur Geschichte der Musik und des Theaters am Hofe zu Dresden. 2 Bände. Dresden 1861–1862; Nachdruck: 1979. (DNB 891446761)